# آرچی مک‌دونالد (کشتی‌گیر)
آرچی مک‌دونالد (انگلیسی: Archie MacDonald; ۲۳ فوریهٔ ۱۸۹۵ – ۵ مهٔ ۱۹۶۵) کشتی‌گیر اهل بریتانیا بود.